# Ivan Heilinger
Ivan (Johann) Heilinger (1797. – 1872.), hrvatski graditelj orgulja. U Hrvatskoj je djelovao u Karlovcu. Sagradio je i popravio orgulje u župnoj crkvi u Glini, franjevačkom samostanu u Samoboru i pozitiv u Karlovcu-Dubovcu za crkvu Marije Snježne.